# Floridita
Floridita, también conocido como El Floridita, es un bar y restaurante de la ciudad de La Habana, Cuba, que funciona desde 1817 y se hizo mundialmente famoso gracias al escritor y periodista Ernest Hemingway, quien acostumbraba visitarlo con regularidad.
Su eslogan es "La cuna del daiquirí" y el propio Hemingway acrecentó su fama con una frase que atrajo a turistas de todo el planeta:

"Mi mojito en La Bodeguita, mi daiquirí en El Floridita".
Ernest Hemingway, de su puño y letra en una de las paredes de La Bodeguita del Medio

El escritor terminó por convertirse en el principal atractivo turístico para visitantes que llegan de todo el mundo a conocer El Floridita, al punto en que una estatua de un Hemingway acodado en el extremo de la barra es la gran atracción del bar.

## Historia

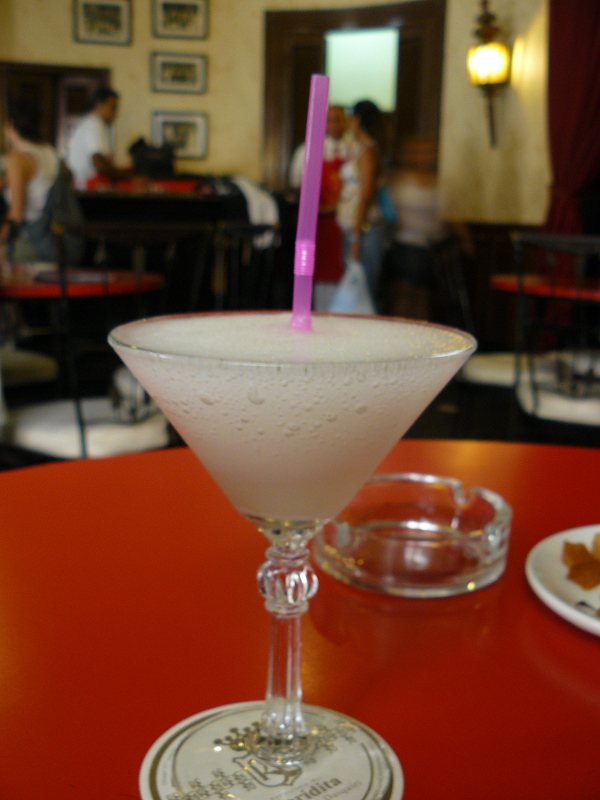
El cóctel más famoso del Floridita, sobre una de las mesas del bar.

Floridita abrió sus puertas en 1817 con el nombre de La Piña de Plata, en Obispo y Monserrate, la misma esquina donde funciona actualmente. Poco después fue llamado La Florida. En 1910 se amplió con el área de restaurante, hacia calle Monserrate, comandado por un chef francés.
En 1914, el catalán Constantino Ribalaigua comenzó a trabajar como mesero y cuatro años más tarde se convertiría en dueño del local al adquirirlo a Narciso Sala Parera, ya bajo su nombre definitivo, Floridita. Hay quienes aseguran que fue Constantino (también conocido como "Constante") quien llevó por primera vez a La Habana el daiquiri, una bebida que habría nacido en el interior de Cuba.
En la década del '30, Hemingway se instaló en el Hotel Ambos Mundos, a pocas cuadras del Floridita, bar del que se hizo habitué y en el que acostumbraba beber daiquiri casi todos los días y, especialmente, la variante Papa Doble, creada en su nombre y llamada así debido a que en Cuba se conocía afectuosamente al escritor como "Papa". Incluso cuando se mudó a Finca Vigía, en las afueras de La Habana, habitualmente viajaba hasta la capital para beber su daiquiri favorito en el que él llamaba "el mejor bar del mundo".
El Floridita se convirtió así en un homenaje permanente a Hemingway, con una exhibición de fotografías del escritor junto a sus amigos (casi en todas acompañado por un Papa Doble), así como un busto en bronce realizado en 1954 y ubicado en el que era su rincón favorito dentro del bar, y una escultura a tamaño real de 2003 donde se lo ve apoyado sobre la barra. A partir de la apertura de Cuba al turismo internacional, numerosas visitas guiadas pasan diariamente por El Floridita para que los viajeros se fotografíen junto a la escultura del escritor.

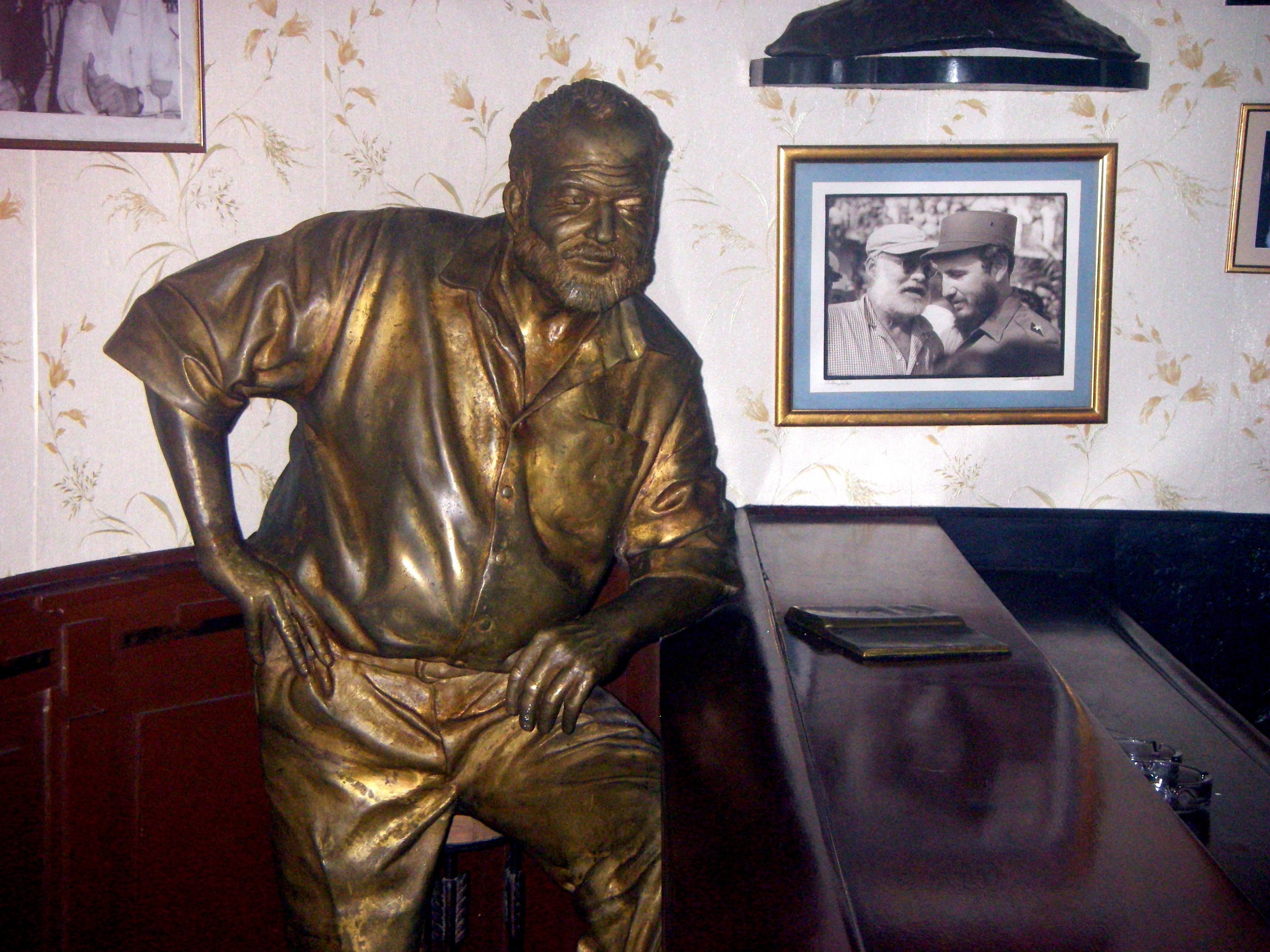
La escultura en homenaje a Hemingway, realizada por José Villa Soberón.

En 1991 El Floridita fue totalmente remodelado, aunque respetando todos los elementos originales que lo hicieron famoso, incluido el busto de Hemingway y la barra.

## Premios, reconocimientos y menciones
- En 1953, la Revista Esquire lo reconoció como uno de los siete bares más famosos del mundo.[3]

- En 1992 recibió el premio "Best of the Best Five Star Diamond" de la Academia Norteamericana de Ciencias Gastronómicas.[10]

- En Inglaterra se encuentra el bar Floridita London, en España el Floridita Madrid, y en California, Estados Unidos, El Floridita Restaurante, que emulan el ambiente cubano de su homónimo habanero, con su "perfecta mezcla de glamour y decadencia de una era pasada". El Floridita Dublin, en Irlanda, también homenajeó la famosa esquina de Obispo y Monserrate, pero finalmente cerró sus puertas.[11]

- Hemingway no podía evitar mencionar en su obra al Floridita: "Islands in the stream" ofrece una detallada descripción del bar donde pasó largas horas de su vida.[4]